# Jansenism

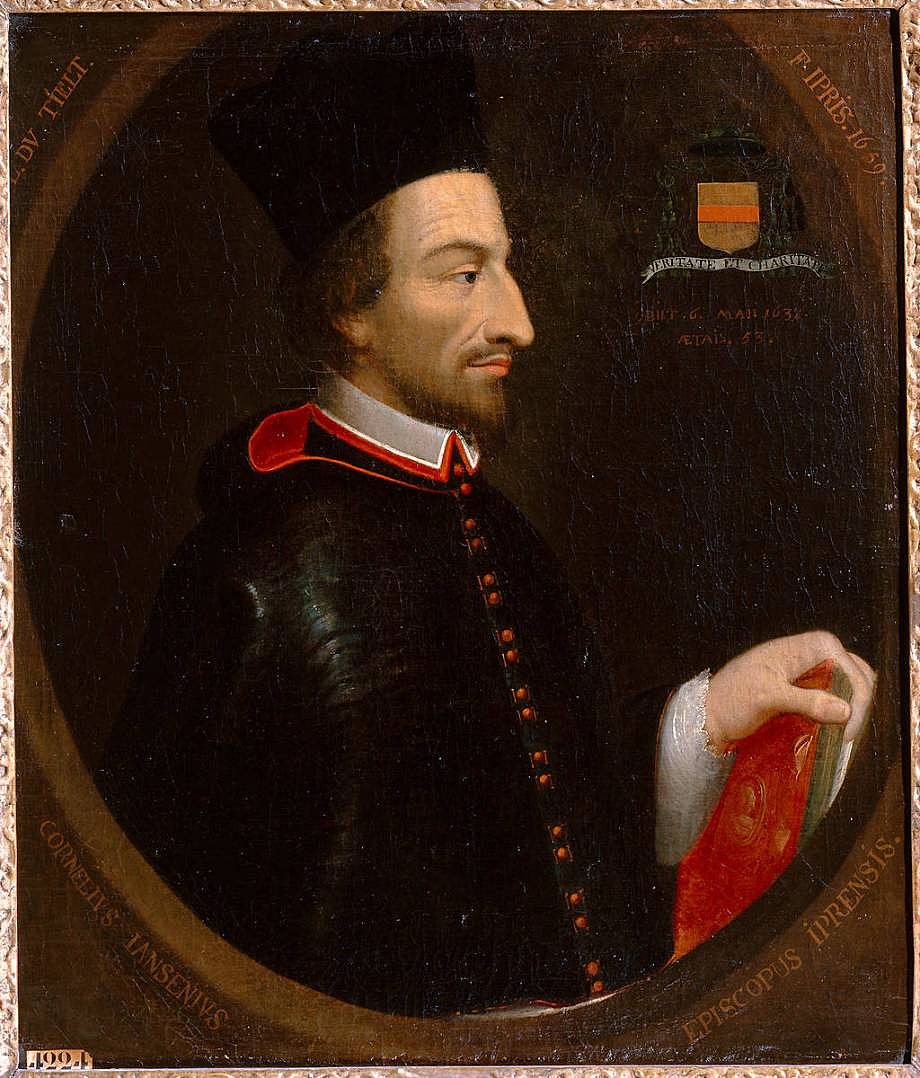
Cornelius Jansen.

Jansenism var en riktning inom Romersk-katolska kyrkan under 1600- och 1700-talen. Den utgick från biskopen i Ieper, Cornelius Jansen (1585–1638).
Medan renässansen och upplysningen framhävde människans värdighet och förnuft, betonade jansenisterna Guds allmakt. De upptog Augustinus lära om den gudomliga nåden som endast tillkommer de utvalda (jämför predestination) och vände sig särskilt mot jesuiternas själavård. En som starkt sympatiserade med rörelsen var Blaise Pascal.
Sitt centrum fick jansenisterna i klostret Port-Royal, senare flyttat till Paris. Då påve Alexander VII vände sig mot rörelsen 1664, allierade sig jansenisterna med de gallikanska strävandena. Ett slutligt påvligt fördömande av jansenismen skedde 1713 genom bullan Unigenitus, promulgerad av Clemens XI. I Nederländerna gav detta upphov till bildandet av den gammalkatolska kyrkan.